# Bakerpraatje
Bakerpraatjes zijn (van oorsprong) onjuiste beweringen die bakers deden betreffende conceptie, zwangerschap, bevalling en babytijd. Bakerpraatjes berusten vaak op bijgeloof.
Soms werden echter bewust onjuiste dingen verteld, om bijvoorbeeld vragende kinderen niet "wijs" te maken. Ook dit zijn bakerpraatjes.
- Kindertjes komen uit de boerenkool.
- Kindertjes worden door de ooievaar gebracht.

Tegenwoordig kennen we nog steeds bakerpraatjes. Veel van deze bakerpraatjes gaan over het voorspellen van het geslacht van de baby.
- Bij een spitse buik krijg je een zoon. Bij een bolle buik een dochter.
- Indien je erg misselijk gedurende de zwangerschap bent dan krijg je een meisje.